# سالن غذاخوری

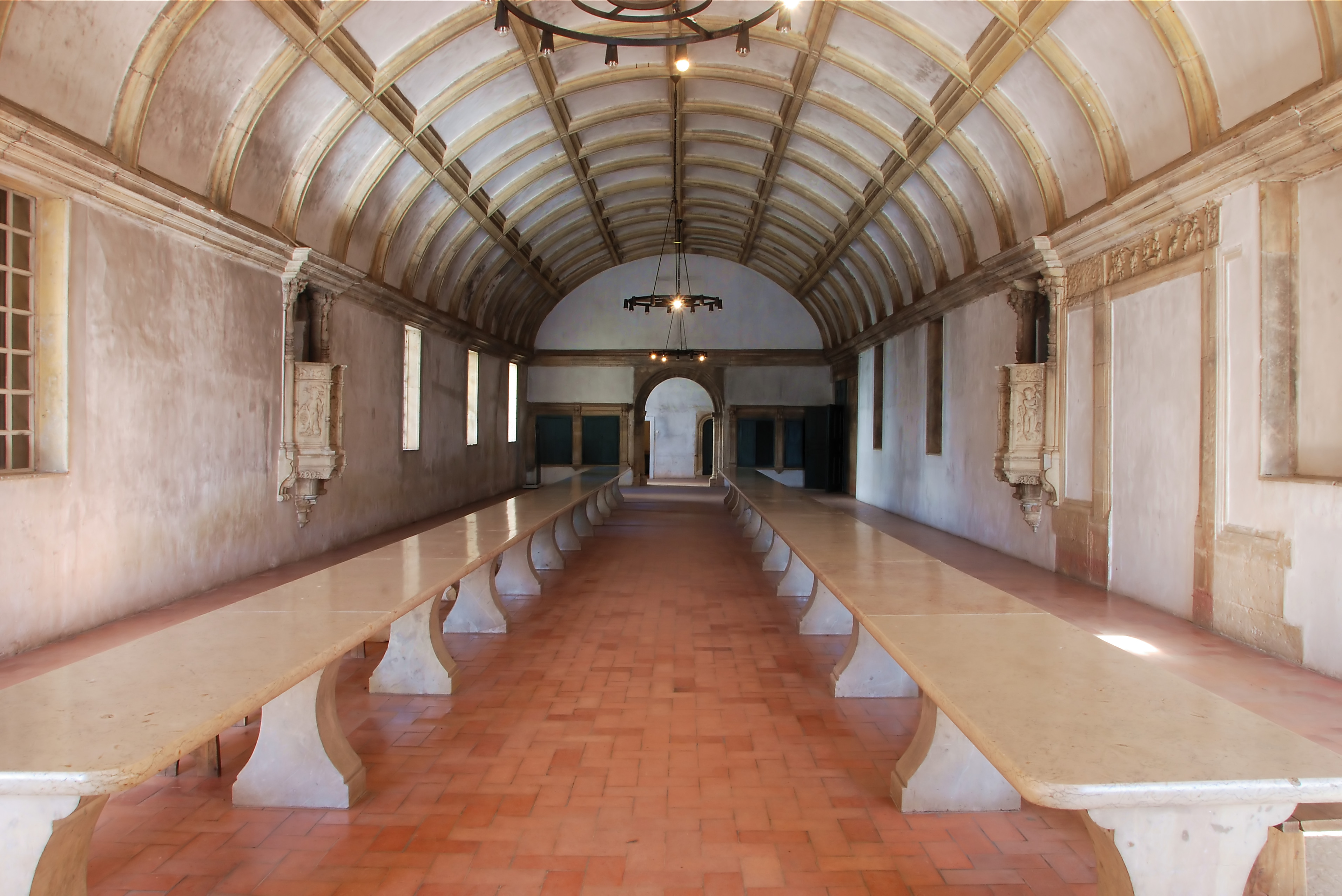
سالن ناهار خوری صومعه مسیح در تومارپرتغال.

ناهار خوری (همچنین: سالن ناهارخوری، غذاخوری، سالن غذاخوری، رستوران، کانتین و مانند آن) که به انگلیسی refectory نامیده می‌شود، یک سالن یا اتاق ناهار خوری عمومی است که به خصوص در صومعه‌ها، مدارس شبانه‌روزی و موسسات دانشگاهی وجود دارد. حوزه‌های علمیه هم چنین امکاناتی دارند. است. refectory هم خانواده restaurant «رستوران» است و به معنی محل بازسازی restore است).

## Refectories و رهبانی فرهنگ

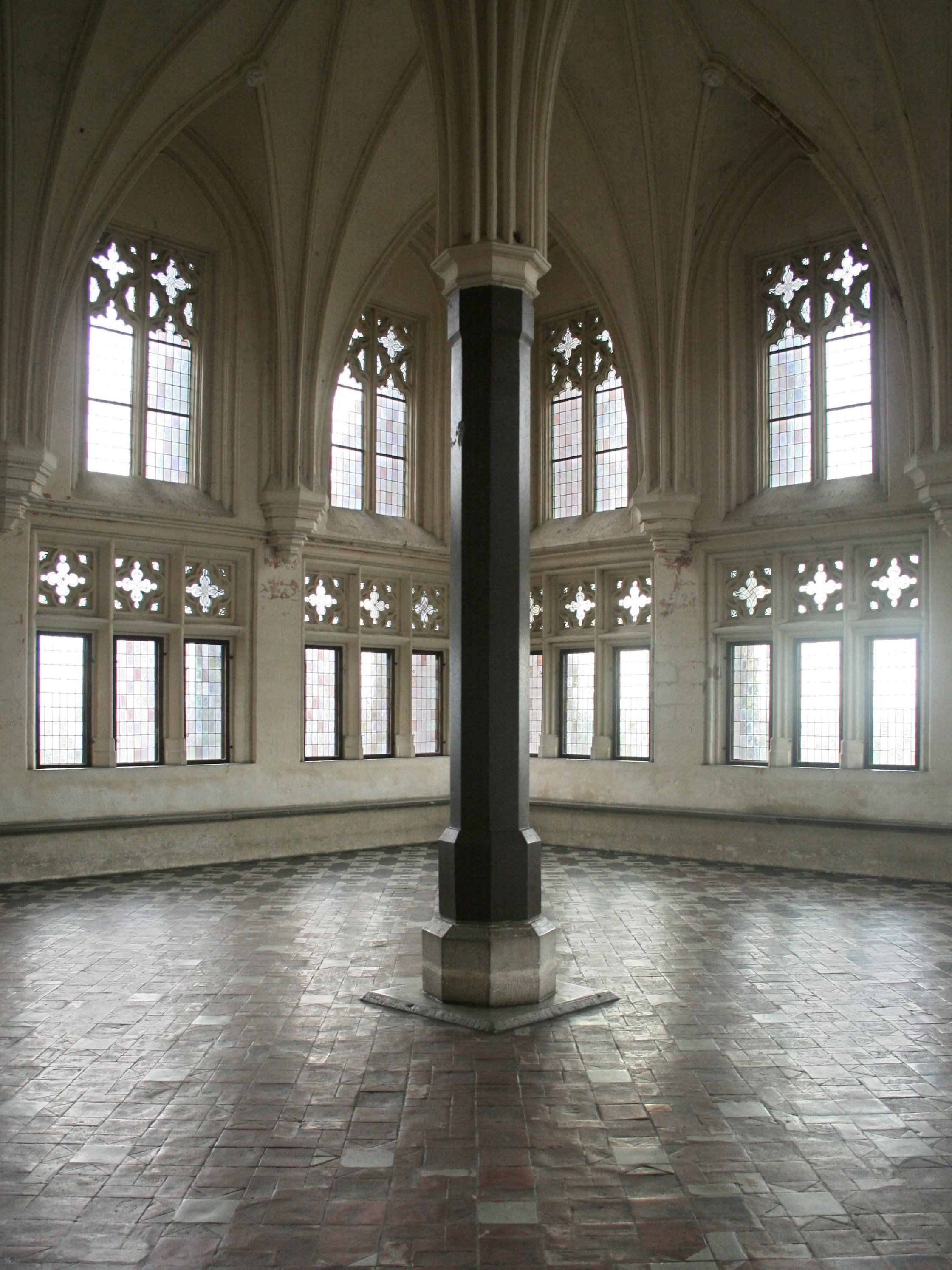
ناهار خوری تابستان در این کاخ استادان بزرگ در کاخ مالبورک.

وعده‌های غذایی جمعی (communal meals) به زمانهایی گفته می‌شود که که تمام راهبان یک مؤسسه مذهبی مسیحی با هم هستند. رژیم غذایی و عادات غذا خوردن تا حدودی در سیستم‌های رهبانیت با هم متفاوت است. نظام رهبانی سن بندیکت نظام رایج تر است.

## اندازه، ساختار و محل ناهارخوری
سالن‌های ناهار خوری در درجه اول بر اساس ثروت و اندازه صومعه و همچنین تاریخ ساخته شدن آنها بسیار متفاوت هستند.

## کاربرد مدرن ناهارخوری

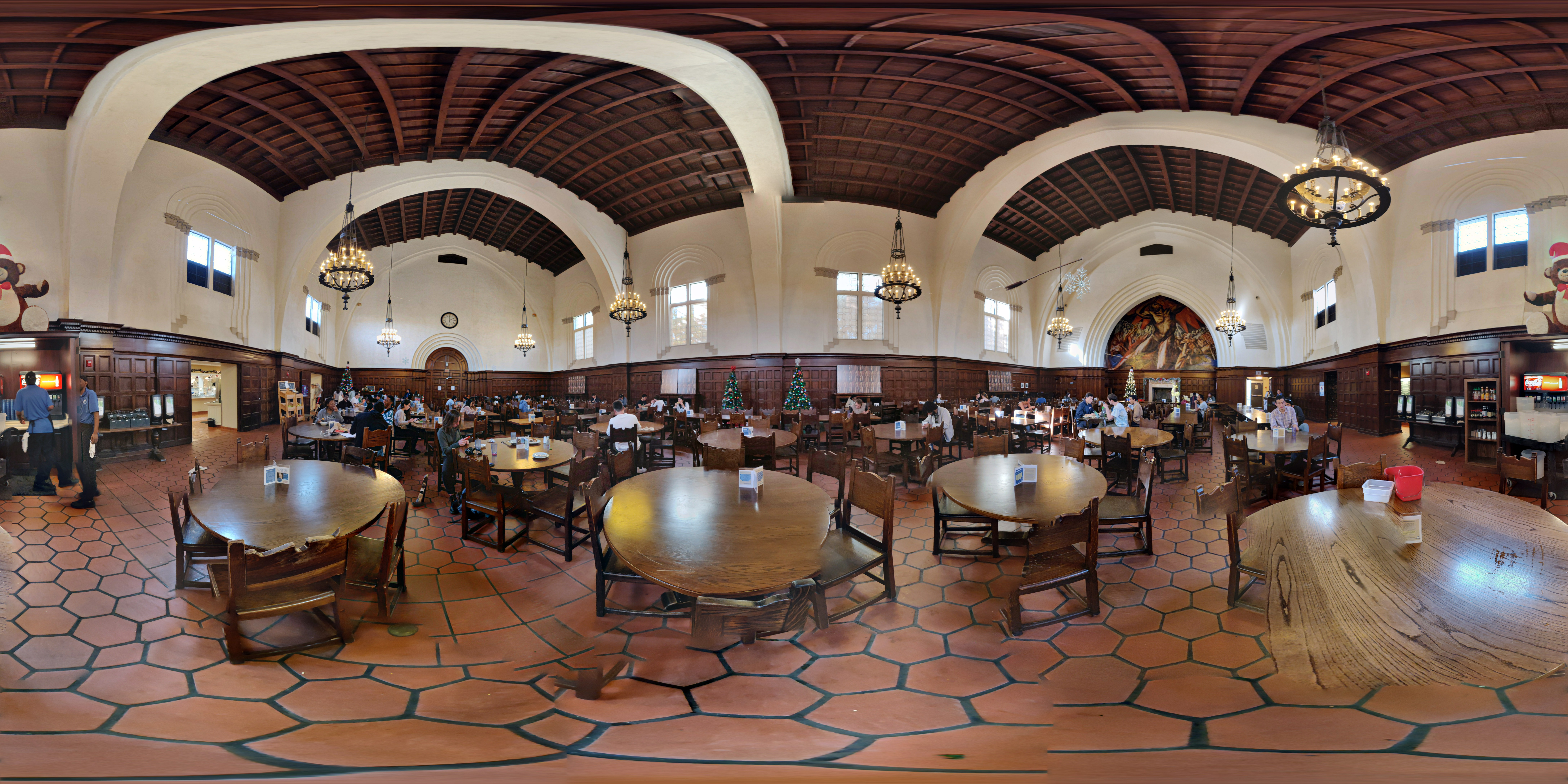
مرتبط

در ادامه روند دوره تارخی رهبانی، امروزه ناهارخوری یا سالن غذاخوری برای اشاره به یک کافه یا رستورانی که متعلق به کلیسای جامع یا دیر است گفته می‌شود. چنین فضاهایی امروزه محدود به راهبان نیستند و همه می‌توانند از آنجا غذا تهیه کنند. در کلیسای انگلستان بخشی از درآمد صومعه‌ها از همین راه است.

## یادداشت
1. ↑   https://web.archive.org/web/20090204110722/http://www.cathedral.org.uk/hospitality/the-refectory-restaurant-and-coffee-shop--introduction-.aspx. Archived from the original on February 4, 2009. Retrieved February 16, 2009. {{cite web}}: Missing or empty |title= (help)